# Òccia
Òccia (en llatí Occia) va ser una verge vestal que va viure al segle i aC i al segle i.
Va exercir l'ofici de sacerdotessa consagrada a Vesta durant un període molt llarg, fixat en cinquanta-set anys, segons diu Tàcit, i va morir l'any 19 sota el regnat de Tiberi. Va ser la vestal coneguda que va exercir més temps.